# Rudolf Meringer
Rudolf Meringer, född 1859 i Wien, död 1931,, var en österrikisk språkvetenskapsman.

## Biografi
Meringer studerade och fungerade som lärare vid Wiens universitet, från 1893 som extra ordinarie professor  till 1899, när han blev ordinarie professor i indoeuropeisk lingvistik vid universitetet i Graz. Meringer var den förste lingvisten som beskrev felsägningars lingvistiska signifikans. I böckerna Versperechen und Verlesen, som skrevs 1895 tillsammans med Carl Mayer, och Aus dem Leben der Sprache, som skrevs 1908, publicerade han samlade felsägningar vilka han analyserade och tolkade.

## Forskning
Från denna forskning drog han fyra slutsatser, som fortfarande accepteras av de flesta psykolingvister:
1. Felsägningar är inte slumpmässiga men är regelstyrda.
2. Den fundamentala enheten för tal är inte ljudet utan ordet.
3. Ord kan delas in i strukturella komponenter som skiljer sig i styrka från deras interna representationer.
4. Alla talare producerar felsägningar på samma sätt.

Han fokuserade sina verk på ordens historia. Han grundade tillsammans med andra som Hans Sperber och Hermann Güntert den filologiska läran kulturell morfologi, som säger att ords historia inte kan förstås genom isolering från kulturella sammanhang. Rörelsen reagerade mot neogrammatiker från tiden. 1909 grundade han rörelsens tidning Wörter und Sachen och publicerade i den många artiklar. Han skrev en flera gånger tryckt textbok om indoeuropeisk lingvistik. Sigmund Freud använde exempel från Versprechen und Verlesen i sitt verk Vardagslivets psykopatologi, även om Meringer inte godkände detta.